# Abdullah Ahmad Badawi
Abdullah Ahmad Badawi (George Town, 26 de novembro de 1939 – Kuala Lumpur, 14 de abril de 2025) foi um político da Malásia, que serviu como primeiro-ministro de 2003 a 2009. Ele também foi o presidente da Organização Nacional dos Malaios Unidos (UMNO), o maior partido político do país e liderou a coalizão parlamentar governante Barisan Nasional.
Nas eleições gerais de 2004, Abdullah obteve uma vitória significativa. Nas eleições gerais de 2008, a Barisan Nasional ganhou uma pequena maioria de lugares, mas perdeu a maioria de dois terços. Ele deixou o cargo em favor de seu sucessor, Najib Razak, durante a Assembleia Geral da UMNO realizada em 1º de abril de 2009. Em 3 de abril de 2009, ele foi sucedido por Najib como primeiro-ministro.
Em janeiro de 2007, o jornal Harakah publicou uma foto dele colocando a mão sobre a pele nua de Michelle Yeoh durante um jantar em um evento de regata em Terengganu, em dezembro de 2006. As autoridades governamentais apreenderam o jornal de oposição do Partido Islâmico da Malásia de várias bancas. No entanto, as autoridades afirmaram que a apreensão foi realizada porque o jornal deveria circular apenas entre os membros do partido.

## Morte
Badawi morreu no dia 14 de abril de 2025, aos 85 anos.